# Kaaawa
Kaaawa es un lugar designado por el censo ubicado en el condado de Honolulu en el estado estadounidense de Hawái. En el año 2020 tenía una población de 1.421 habitantes y una densidad poblacional de 688.30 personas por km².

## Geografía
Kaaawa se encuentra ubicado en las coordenadas 21°33′25″N 157°51′19″O / 21.55694, -157.85528. Según la Oficina del Censo, la localidad tiene un área total de 2,8 km² (1,1 mi²), de la cual 1,5 km² (0,6 mi²) es tierra y 1,3 km² (0,5 mi²) (0%) es agua.

## Demografía
Según la Oficina del Censo en 2000 los ingresos medios por hogar en la localidad eran de $54.500, y los ingresos medios por familia eran $60.156. Los hombres tenían unos ingresos medios de $42.500 frente a los $28.906 para las mujeres. La renta per cápita para la localidad era de $21.881. Alrededor del 9.0% de las familias y del 11.8% de la población estaban por debajo del umbral de pobreza.